# 1085
1085 је била проста година.

## Догађаји
- Википедија:Непознат датум — Владавина арапске династије Абадида у Севиљи у данашњој Шпанији (од 1023. до 1091).

- 25. мај – Краљ Алфонсо VI од Леона и Кастиље поново осваја Толедо од Мавара и окупира друге градове попут Мадрида и Талавере (укључујући и замак Аледо). Алфонсо премешта своју престоницу у Толедо и учвршћује своју власт између у долини реке Тежо, одакле покреће нове нападе на таифе Кордобе, Севиље, Бадахоза и Гранаде (данашња Шпанија).
- Лето – Роберт Гвискард креће ка Јонским острвима упркос епидемији међу трупама на Крфу. Његов син, Роџер Борса, искрцава се на Кефалонију, али Гвискард се разболи док се његов брод приближава најсевернијем рту и бива изнесен на обалу, где умире од грознице (17. јула).
- Константин Бодин се након завршетка рата сукобио са дуксом Јованом Дуком. У једној од већих битака Дука је заробио Бодина. Није познато тачно када одиграла битка, али је јасно да је вођена је између 1085. и 1090. године.
- Цар Хајнрих IV проглашава Божји мир на свим царским територијама Светог римског царства како би угушио сваку побуну.
- 15. јун – Вратислав II, син војводе Бретислава I, постаје први краљ Бохемије и Цар Хајнрих IV га уздиже у статус „доживотног краља“.
- Катедралсколан у Лунду (данашња Шведска), најстарија школа у Скандинавији, основао је дански краљ Кнут IV.
- Краљ Вилијам Освајач наручио је извођење Страшног суда, очигледно подстакнуто неуспелом инвазијом Кнута IV, како би се осигурало правилно опорезивање и порези.
- 1. април – Кинески цар Џезонг ступа на престо у 8. години под надзором своје баке, велике царице удовице Гао. Она отказује политику реформи канцелара Ванг Аншија.

## Смрти
- Роберт Гвискар
- Папа Гргур VII